# Max Skladanowsky
Max Skladanowsky (ur. 30 kwietnia 1863 w Pankow pod Berlinem, zm. 30 listopada 1939 tamże) – niemiecki wynalazca, pionier kinematografii. Razem z bratem Emilem wynalazł bioskop, rodzaj wczesnego projektora dla filmów, pierwszy raz zaprezentowanych na płatnym pokazie 1 listopada 1895 roku, dwa miesiące przed premierowym pokazem braci Lumière.
Dziełem braci był m.in. pierwszy film nakręcony na terenie Szwecji pt. Zabawne spotkanie w ogrodzie zoologicznym w Sztokholmie.